# A Kind of Magic
A Kind of Magic är det tolfte studioalbumet av den brittiska rockgruppen Queen, utgivet 2 juni 1986 i Storbritannien och 3 juni i USA. Albumet spelades in i Tyskland, Schweiz och Storbritannien och producerades av Queen, Mack och David Richards. Albumet är delvis ett soundtrack till filmen Highlander. Detta är Queens första album med en titellåt, något som gruppens alla följande album sedan kom att ha.
Albumet var gruppens första etta på den brittiska albumlistan sedan den släppte The Game 1980, och fanns kvar på listan i 63 veckor. I USA nådde albumet plats 46 på Billboard 200, vilket var gruppens sämsta placering i USA sedan man gav ut Queen II. Fyra singlar gavs ut: One Vision, A Kind of Magic, Friends Will Be Friends och Who Wants to Live Forever.

## Historia
När The Works-turnén var avklarad hade gruppen planerat att ta ledigt 1986 och fortsätta spela in och turnera under 1987. Detta ändrades dock efter Queens succéartade spelning på Live Aid 13 juli 1985. Bandet gick in i studion i september 1985 och efter två veckors arbetande hade man fått fram låten One Vision. Under sessionen blev gruppen tillfrågade av regissören Russell Mulcahy, som arbetade med filmen Highlander, att skriva en titellåt till denna film. Efter att bandet fått se drygt 20 minuter av filmen erbjöd de sig att skriva hela soundtracket till filmen. Arbetet med albumet började senare under hösten 1985 och 4 november släpptes One Vision som singel och nådde plats sju på den brittiska singellistan.
Gruppen arbetade också med flera låtar som aldrig gavs ut på albumet. Roger Taylors Heaven For Everyone skrevs under dessa sessioner men gavs senare ut av The Cross på deras debutalbumet Shove It. Queen gav dock ut denna låt på Made in Heaven 1995. En del av låten New York, New York, som är mest känd med Frank Sinatra, spelades in och en kort sekvens kan höras i filmen. You're the Only One, en pianoballad av Freddie Mercury, förblev en demolåt. Gruppen spelade också in en version av Mercurys låt Love Makin' Love som skrevs 1984 till dennes soloalbum Mr. Bad Guy.

## Turné
Turnén startade på Råsunda Fotbollsstadion i Stockholm 7 juni 1986. Detta kom att bli Queens sista turné. Man gav 26 konserter runtom Europa och avslutade turnén på Knebworth Park, Stevenage, England. Från denna turné gav gruppen ut ett livealbum 1992, Live at Wembley '86. 2003 gavs hela konserten ut på DVD.

## Låtlista
| 1. | One Vision                   | Queen          | 5:10 |
| 2. | A Kind of Magic              | Taylor         | 4:24 |
| 3. | One Year of Love             | Deacon         | 4:26 |
| 4. | Pain Is So Close to Pleasure | Deacon/Mercury | 4:21 |
| 5. | Friends Will Be Friends      | Deacon/Mercury | 4:07 |

| 1. | Who Wants to Live Forever        | May     | 5:15 |
| 2. | Gimme the Prize (Kurgan's Theme) | May     | 4:34 |
| 3. | Don't Lose Your Head             | Taylor  | 4:38 |
| 4. | Princes of the Universe          | Mercury | 3:32 |

## Medverkande

### Queen
- Freddie Mercury – sång, keyboard
- John Deacon – bas, keyboard, gitarr
- Roger Taylor – trummor, sång, keyboard
- Brian May – gitarr, sång, keyboard

### Övriga medverkande
- Spike Edney – keyboard
- Steve Gregory – saxofon
- Joan Armatrading – kör
- National Philharmonic Orchestra – stråkar

## Listplaceringar
| Titel                      | Listpositioner | Listpositioner | Listpositioner | Listpositioner | Listpositioner | Listpositioner | Listpositioner | Listpositioner | Listpositioner | Listpositioner |
| Titel                      | AUT            | CHE            | ESP            | FRA            | GBR            | IRL            | NLD            | NOR            | SWE            | USA            |
| -------------------------- | -------------- | -------------- | -------------- | -------------- | -------------- | -------------- | -------------- | -------------- | -------------- | -------------- |
| A Kind of Magic            | 3              | 4              | 91             | -              | 1              | -              | -              | 5              | 9              | 46             |
| One Vision                 | -              | 24             | -              | 76             | 7              | 5              | 21             | -              | -              | 61             |
| A Kind of Magic            | 12             | 4              | -              | 5              | 3              | 4              | 5              | -              | -              | 42             |
| Friends Will Be Friends    | -              | 19             | -              | -              | 14             | 4              | 16             | -              | -              | -              |
| Who Wants to Live Forever? | -              | -              | -              | -              | 24             | 15             | 6              | -              | -              | -              |